# Seurasaaren silta
Les ponts de Seurasaari (en finnois : Seurasaaren silta) sont deux ponts du quartier de Meilahti à Helsinki en Finlande.

## Description
Les ponts de Seurasaari sont deux ponts piétonniers en bois blanc menant à Seurasaari.
La seule route reliant le continent à Seurasaari, la route Seurasaarentie emprunte ces deux ponts pour traverser le détroit Seurasaarensalmi  
Entre les deux ponts se trouvent l'île Läntinen Pukkisaari,.
Les piétons et les véhicules de service utilisent les ponts pour accéder à Seurasaari.
Les premiers ponts ont été construits en 1892. Avant cela, l'île était accessible par des traversiers.
Les arbres abattus par une tempête en 1890 ont été utilisés pour la construction des ponts.
Les ponts ont été reconstruits en 1973, plus larges que les premiers, mais d'apparence similaire
Les ponts de Seurasaari ont été élu plus beaux ponts d'Helsinki en 2022.

## Vues du pont

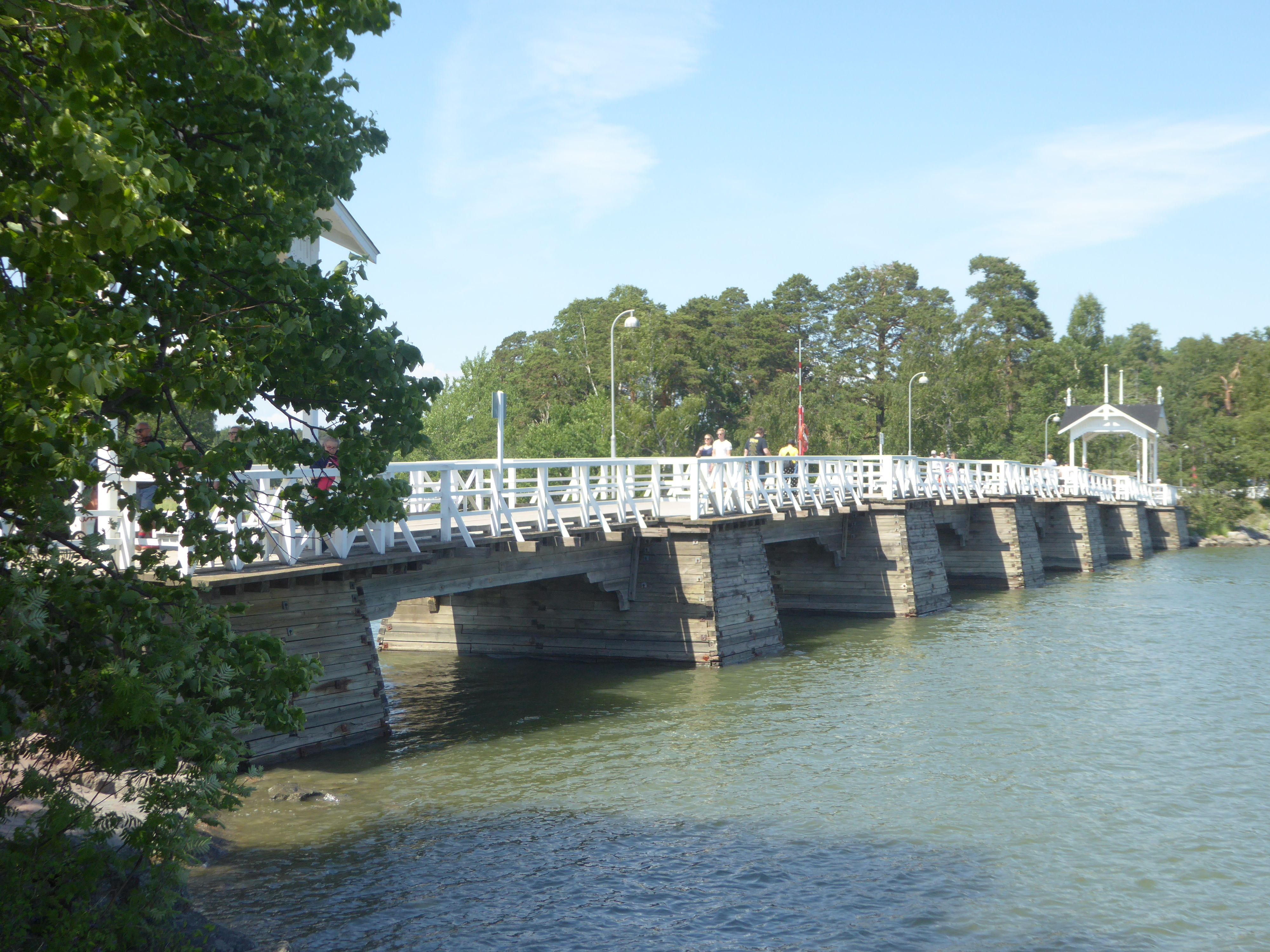
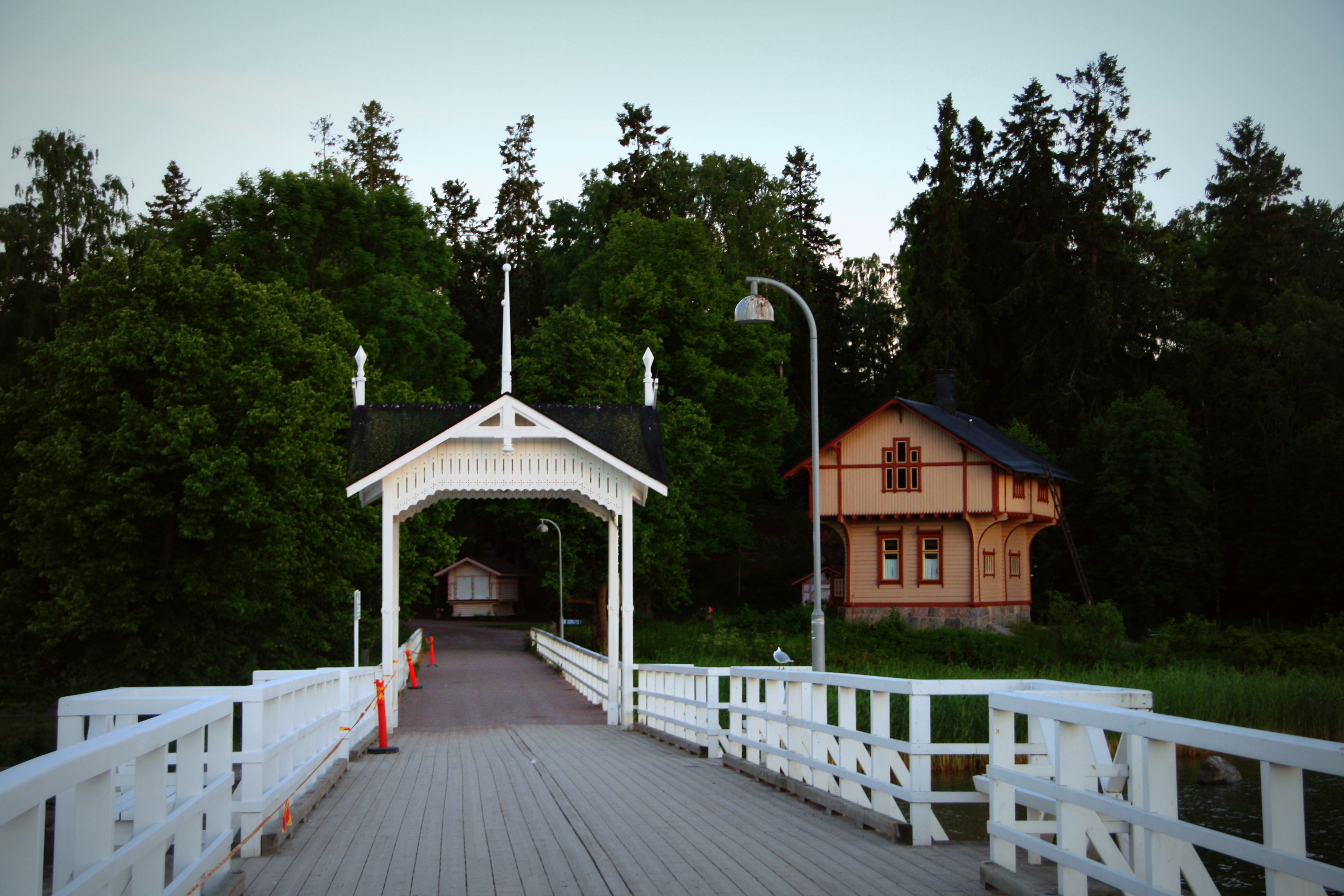